# Moma deumbrata
Moma deumbrata är en fjärilsart som beskrevs av Barend J. Lempke 1964. Moma deumbrata ingår i släktet Moma och familjen Pantheidae. Inga underarter finns listade i Catalogue of Life.